# The Four Just Men (film fra 1921)
The Four Just Men er en britisk stumfilm fra 1921 af George Ridgwell.

## Medvirkende
- Cecil Humphreys som Manfred
- Teddy Arundell som Falmouth
- Charles Croker-King som Thery
- Charles Tilson-Chowne som Philip Ramon
- Owen Roughwood som Poiccart
- George Bellamy som Gonsalez
- Robert Vallis som Billy Marks
- Roy Wood